# Persone di nome Volodymyr
| Questa pagina contiene informazioni ricavate automaticamente dalle voci biografiche con l'ausilio del template Bio e di un bot. L'aggiornamento è periodico e automatico e ricostruisce completamente la pagina. Se manca una persona in questa lista, sei pregato di non aggiungerla, ma accertati piuttosto che la sua voce biografica contenga il template Bio e che i dati anagrafici siano correttamente compilati. Se il template Bio manca, inseriscilo tu stesso o, in alternativa, metti l'avviso {{tmp\|Bio}} che ne segnala la mancanza. Se i dati riportati sono sbagliati, correggi direttamente la voce biografica; le modifiche saranno visibili in questa lista entro pochi giorni. Per chiarimenti vedi il progetto antroponimi. La lista contiene solo le 81 persone che sono citate nell'enciclopedia e per le quali è stato implementato correttamente il template Bio. Pagina aggiornata al 22 lug 2025. |

Questa è una lista di persone presenti nell'enciclopedia che hanno il nome Volodymyr, suddivise per attività principale.

## Allenatori di calcio(9)
- Volodymyr Bezsonov, allenatore di calcio e ex calciatore sovietico (Charkiv, n. 1958)
- Volodymyr Dudarenko, allenatore di calcio e calciatore sovietico (Rivne, n. 1946 - † 2017)
- Volodymyr Jezers'kyj, allenatore di calcio e ex calciatore ucraino (Leopoli, n. 1976)
- Volodymyr Ljutyj, allenatore di calcio e ex calciatore ucraino (Dnipropetrovs'k, n. 1962)
- Volodymyr Muntjan, allenatore di calcio e ex calciatore sovietico (Kotovs'k, n. 1946)
- Volodymyr Mykytyn, allenatore di calcio e ex calciatore ucraino (Krasnyj Luč, n. 1970)
- Volodymyr Onyščenko, allenatore di calcio e ex calciatore sovietico (Stečanka, n. 1949)
- Volodymyr Šaran, allenatore di calcio e ex calciatore sovietico (Marijampil', n. 1971)
- Volodymyr Savčenko, allenatore di calcio e ex calciatore ucraino (Donec'k, n. 1973)

## Animatori(1)
- Bill Tytla, animatore statunitense (Yonkers, n. 1904 - Flanders, † 1968)

## Arcivescovi cattolici(1)
- Volodymyr Vijtyšyn, arcivescovo cattolico ucraino (Demydivka, n. 1959)

## Attori(2)
- Volodymyr Ostapčuk, attore e conduttore televisivo ucraino (Uman', n. 1984)
- Jack Palance, attore statunitense (Hazleton, n. 1919 - Montecito, † 2006)

## Calciatori(32)
- Volodymyr Adamjuk, calciatore ucraino (Sivka-Kalus'ka, n. 1991)
- Volodymyr Aržanov, ex calciatore ucraino (Zaporižžja, n. 1985)
- Volodymyr Bahmut, ex calciatore ucraino (Dniprodzeržyns'k, n. 1962)
- Volodymyr Bajenko, ex calciatore ucraino (Kal'mius'ke, n. 1990)
- Volodymyr Barilko, ex calciatore ucraino (Charkiv, n. 1994)
- Volodymyr Bražko, calciatore ucraino (Zaporižžja, n. 2002)
- Volodymyr Česnakov, calciatore ucraino (Sumy, n. 1988)
- Vladimir Daniljuk, calciatore sovietico (Stryj, n. 1947 - Leopoli, † 2024)
- Volodymyr Fedoriv, ex calciatore ucraino (Mežyreč'e, n. 1985)
- Volodymyr Homenjuk, ex calciatore ucraino (Bokijma, n. 1985)
- Volodymyr Jaksmanyc'kyj, ex calciatore ucraino (Mariupol', n. 1977)
- Volodymyr Jemec', calciatore e allenatore di calcio sovietico (n. 1937 - † 1987)
- Volodymyr Kaplyčnyj, calciatore sovietico (Kam"janec'-Podil's'kyj, n. 1944 - Kiev, † 2004)
- Volodymyr Korobka, ex calciatore ucraino (Dnipro, n. 1989)
- Volodymyr Kostevyč, calciatore ucraino (Žovkva, n. 1992)
- Volodymyr Koval', calciatore ucraino (Kiev, n. 1992)
- Volodymyr Kryns'kyj, calciatore ucraino (Čkalovs'ke, n. 1997)
- Volodymyr Levčenko, calciatore sovietico (Kiev, n. 1944 - † 2006)
- Volodymyr Lozyns'kyj, calciatore e allenatore di calcio sovietico (Sapiči, n. 1955 - Kiev, † 2020)
- Volodymyr Lysenko, calciatore ucraino (Kiev, n. 1988)
- Volodymyr Maslačenko, calciatore e giornalista sovietico (Vasyl'kiv, n. 1936 - Mosca, † 2010)
- Volodymyr Musolitin, ex calciatore ucraino (Odessa, n. 1973)
- Volodymyr Odarjuk, calciatore ucraino (n. 1994)
- Volodymyr Pol'ovyj, ex calciatore ucraino (Zaporižžja, n. 1985)
- Volodymyr Pryjomov, calciatore ucraino (Odessa, n. 1986)
- Volodymyr Saljuk, calciatore ucraino (Odessa, n. 2001)
- Volodymyr Tančyk, calciatore ucraino (Čerkasy, n. 1991)
- Volodymyr Troškin, calciatore sovietico (Jenakijeve, n. 1947 - † 2020)
- Volodymyr Veremjejev, ex calciatore sovietico (Spassk-Dal'nij, n. 1948)
- Volodymyr Jakimec', calciatore ucraino (Livčyci, n. 1998)
- Volodymyr Zastavnyj, calciatore ucraino (Leopoli, n. 1990)
- Volodymyr Šepeljev, calciatore ucraino (Altestove, n. 1997)

## Cantanti(2)
- Volodymyr Dantes, cantante ucraino (Charkiv, n. 1988)
- Skofka, cantante e rapper ucraino (Rivne, n. 1994)

## Cantautori(1)
- Volodymyr Ivasjuk, cantautore, compositore e poeta sovietico (Kicman', n. 1949 - Leopoli, † 1979)

## Cestisti(3)
- Volodymyr Herun, cestista ucraino (Dnipropetrovs'k, n. 1994)
- Volodymyr Konjev, cestista ucraino (Charkiv, n. 1989)
- Volodymyr Tkačenko, ex cestista sovietico (Golovinka, n. 1957)

## Ciclisti su strada(4)
- Volodymyr Bileka, ciclista su strada ucraino (Drohobyč, n. 1979)
- Volodymyr Duma, ex ciclista su strada ucraino (Chust, n. 1972)
- Volodymyr Hustov, ex ciclista su strada ucraino (Kiev, n. 1977)
- Volodymyr Pulnikov, ex ciclista su strada ucraino (Charkiv, n. 1965)

## Direttori teatrali(1)
- Volodymyr Lukashev, direttore teatrale, produttore teatrale e docente ucraino (Charkiv, n. 1936)

## Etnologi(1)
- Volodymyr Jevtuch, etnologo, sociologo e storico ucraino (Zarične, n. 1948)

## Ginnasti(1)
- Volodymyr Kostjuk, ginnasta ucraino (Dnipropetrovs'k, n. 2003)

## Giocatori di calcio a 5(1)
- Volodymyr Obichod, ex giocatore di calcio a 5 ucraino (n. 1967)

## Imprenditori(1)
- Volodymyr Levin, imprenditore e dirigente sportivo ucraino (Kiev, n. 1970)

## Nuotatori(1)
- Vladimir Tkačenko, ex nuotatore sovietico (n. 1965)

## Poeti(2)
- Volodymyr Sosjura, poeta ucraino (Debal'ceve, n. 1898 - Kiev, † 1965)
- Volodymyr Vakulenko, poeta ucraino (Kapytolivka, n. 1972 - Charkiv, † 2022)

## Politici(6)
- Volodymyr Hrojsman, politico ucraino (Vinnycja, n. 1978)
- Volodymyr Jacuba, politico ucraino (Dnipropetrovs'k, n. 1948)
- Volodymyr Lytvyn, politico ucraino (Sloboda-Romanivska, n. 1956)
- Volodymyr Rybak, politico ucraino (Stalino, n. 1946)
- Volodymyr Kyrylovič Vynnyčenko, politico, scrittore e drammaturgo ucraino (Elisavetgrad, n. 1880 - Mougins, † 1951)
- Volodymyr Zelens'kyj, politico e attore ucraino (Kryvyj Rih, n. 1978)

## Pugili(2)
- Volodymyr Klyčko, ex pugile ucraino (Semej, n. 1976)
- Volodymyr Sydorenko, ex pugile ucraino (Enerhodar, n. 1976)

## Scacchisti(3)
- Volodymyr Malanjuk, scacchista ucraino (Arcangelo, n. 1957 - Kiev, † 2017)
- Volodymyr Savon, scacchista ucraino (Černigov, n. 1940 - Charkiv, † 2005)
- Volodymyr Tukmakov, scacchista ucraino (Odessa, n. 1946)

## Schermidori(2)
- Volodymyr Kaljužnyj, schermidore ucraino (Kiev, n. 1972)
- Volodymyr Lukašenko, schermidore ucraino (n. 1980)

## Scrittori(1)
- Volodymyr Mel'nykov, scrittore, poeta e compositore ucraino (Černivci, n. 1951)

## Storici(2)
- Volodymyr Antonovyč, storico ucraino (Machnivka, n. 1834 - Kiev, † 1908)
- Volodymyr V"jatrovyč, storico e politico ucraino (n. 1977)

## Triatleti(1)
- Volodymyr Polikarpenko, triatleta ucraino (Zaporižžja, n. 1972)

## Senza attività specificata(1)
- Volodymyr Pryjma, ucraino (Javorov, n. 1906 - Javorov, † 1941)